# Apanteles riverae
Apanteles riverae är en stekelart som beskrevs av Porter 1916. Apanteles riverae ingår i släktet Apanteles och familjen bracksteklar. Inga underarter finns listade i Catalogue of Life.